# Gilles von Saumur
Gilles von Saumur oder Gilles von Tyrus († 23. April 1266 in Dinant) war ein Erzbischof von Damiette und Tyrus. Er entstammte einer wohlhabenden Familie aus Saumur und diente als Geistlicher in der Hofverwaltung des französischen Königs Ludwig IX. dem Heiligen.
Ab 1248 nahm Gilles am Sechsten Kreuzzug teil, der nach Ägypten führte. Nach der Einnahme der Hafenstadt Damiette im Juni 1249 wurde dort im November des gleichen Jahres von Ludwig IX. und dem päpstlichen Legaten Odo von Châteauroux eine lateinische Erzdiözese gegründet, zu deren Erzbischof Gilles ernannt wurde. Er führte Zwangstaufen unter der einheimischen Bevölkerung durch und weihte die große Moschee der Stadt in eine christliche Kathedrale um, in der er den Königssohn Johann Tristan taufte. Nach der Niederlage des Königs im April 1250 musste Damiette an die Muslime zurückgegeben werden. Gilles musste deshalb sein Amt aufgeben und begleitete den König nach Akkon. Dort wurde er zunächst zum königlichen Siegelbewahrer ernannt und schließlich 1253 zum Erzbischof von Tyrus gewählt, womit er aus dem Gefolge Ludwigs IX. ausschied.
1263 wurde Gilles von Papst Urban IV. zum Legaten eines neuen Kreuzzuges ernannt und dafür mit der Eintreibung einer Sondersteuer im Abendland autorisiert. Dort allerdings stieß die Entrichtung dieser Abgabe auf eine breite Ablehnung. Gilles starb im flämischen Dinant und wurde in der Kirche Notre-Dame-de-Nantilly in Saumur bestattet. Aufgrund seines langjährigen wohltätigen Engagements für seine Heimatstadt, unter anderem durch den Bau eines Krankenhauses, wurde er von der Bevölkerung als Heiliger verehrt und sein Grab wurde zu einem Wallfahrtsort. Es wurde 1613 bei Grabungsarbeiten in der Nähe des Hochaltars wiederentdeckt.